# Sugihmukti
Sugihmukti is een bestuurslaag in het regentschap Bandung van de provincie West-Java, Indonesië. Sugihmukti telt 11.658 inwoners (volkstelling 2010).